# Doris Gibson
Doris Gibson Parra del Riego (28 tháng 4 năm 1910 – 23 tháng 8 năm 2008) là một nhà văn và nhà xuất bản tạp chí Peru. Cô được chú ý nhất với tư cách là người sáng lập và biên tập viên của tạp chí tin tức hàng tuần Peru Caretas.
Cô đã được nhiều người mô tả là "một nhà nữ quyền trước khi phong trào bắt đầu, một người có tầm nhìn ảnh hưởng đến tiến trình lịch sử gần đây của Peru thông qua báo cáo dũng cảm và thách thức của tạp chí mà cô tạo ra".

## Cuộc sống và công việc
Doris Gibson được sinh ra ở Lima. Cha cô là nhà thơ người Peru gốc Anh Percy Gibson Moller. Cô kết hôn với một nhà ngoại giao người Argentina, Manlio Zileri. Họ có một đứa con, Enrique Zileri, người cũng trở thành biên tập viên của Caretas.
Cô có mối quan hệ tình cảm với nghệ sĩ Sérvulo Gutiérrez, người xem cô là một nàng thơ cũng như người yêu. Sau khi Gibson và Gutiérrez có một cuộc tranh cãi gay gắt, anh ta đã bán một bức tranh khỏa thân kích thước đầy đủ của Gibsonnómà anh ta đã vẽ cho một doanh nhân khá giả. Khi cô biết về giao dịch, Gibson đi đến nhà của doanh nhân cùng với một nhiếp ảnh gia. Cô đưa ra lý do cần ánh sáng ban ngày để chụp ảnh, nên đưa bức tranh ra bên ngoài rồi nhanh chóng lái xe đi. Sau đó, khi người đàn ông yêu cầu trả lại, cô trả lời: "Tôi không muốn khỏa thân trong nhà bạn."

## Những năm cuối đời
Gibson Parra đến một phòng khám ở Peru vào tháng 8 năm 2008 để điều trị viêm phổi. Cô ấy chết ở đó vào ngày 23 tháng 8 năm 2008. Lễ tang của cô có sự tham dự của chồng cũ Manlio Zileri, Tổng thống Peru Alan García và một số bộ trưởng khác.